# Плёночные фотоаппараты Kodak
Плёночные фотоаппараты Kodak — компания Eastman Kodak производила фотоаппараты:

## Плёнка типа 135

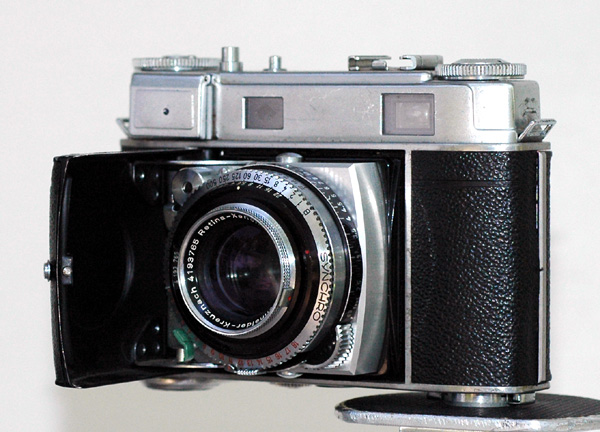
Фотоаппарат Retina — производился в Германии компанией Kodak AG.

- Kodak 35 — 1938 год. Первая 35-мм камера Kodak.
- Kodak 35 RF — Выпускался с 1940 года по 1951 год. Kodak 35 с встроенным дальномером.
- Kodak Automatic 35 — 1959 год. Дальномерный фотоаппарат с автоматической экспозицией. Объектив Kodak Ektanar (Тессар) 44 мм f/2.8. Производилось 7 версий (Automatic + Motormatic) до 1969 года.
- Kodak Automatic 35B
- Kodak Automatic 35F
- Kodak Automatic 35R4
- Kodak Ektra — 1941 год. Сдвоенный дальномер. Сменные объективы Kodak Ektanar с фокусным расстоянием от 35 мм 153 мм. До 1948 года продано 2500 экземпляров.
- Kodak Motormatic 35 — 1969 год.
- Kodak Motormatic 35F
- Kodak Motormatic 35R4
- Kodak Pony 135, 135 model B, 135 model C — Производился с 1950 года по 1958 год. Объектив Kodak Anaston 51мм f/4.5 — f/22
- Kodak Pony II — Производился с 1957 года по 1962 год. Объектив Kodak Anastar 44 мм f/3.9
- Kodak Pony IV — Производился с 1957 года по 1961 год. Объектив Kodak Anastar 44 мм f/3.5 — f/22
- Retina — производился в Германии компанией Kodak AG.
- Retinette — производился в Германии компанией Kodak AG.
- Kodak Signet 30 — Производился с августа 1957 года по апрель 1959 года. Встроенная вспышка, оптический дальномер, объектив Kodak Ektanar, 44 мм f/2.8.
- Kodak Signet 35 — Производился с февраля 1951 года по март 1958 года. Сдвоенный дальномер, объектив Kodak Ektanar, 44 мм f/2.8.
- Kodak Signet 40 — Производился с 1956 года по 1959 год. Объектив Kodak Ektanon, 46 мм f/3.5-f/22
- Kodak Signet 50 — Производился с августа 1957 года по октябрь 1960 года. Встроенный селеновый экспонометр.
- Kodak Signet 80 — Производился с 1958 года по 1962 год. Три сменных объектива Signet от 35 мм до 90 мм. Встроенный селеновый экспонометр. Практически все объективы Kodak 1950-х, 1960-х годов содержали оксид тория.
- Kodak Stereo — Производился с 1954 года по 1959 год. Стереофотоаппарат. Выпущено около 100 тысяч экземпляров. Получалось два кадра размером 23×24 мм. Два объектива Kodak Anaston 35 мм f/3.5

### Компактные 35 мм
- Kodak S100 — Производился с 1988 года по 1993 год. Пластиковый корпус. Три экспозиции.
- EC100
- KB10

## Плёнка типа 101
- No. 2 Bulls-Eye — С 1982 года производилась компанией Boston Camera Manufacturing Company. Первая в мире камера с красным окошком для отсчёта кадров плёнки. Камера коробочного типа. Kodak с 1895 года выпускал копию камеры, уплачивая лицензионные отчисления. После поглощения Boston Camera бренд Bulls-Eye перешёд в собственность Kodak.
- Kodak No. 2 Flexo — Производилась с 1899 года по 1913 год. Камера коробочного типа. Продавалась по $ 5, рекламировалась, как дорогой фотоаппарат. В Европе продавалась под названием Plico.

## Плёнка типа 103
- No. 4 Panoram, original + models B, C & D — Панорамный фотоаппарат. Производился с 1899 года по 1928 год. Размер кадра 3½ × 12 дюймов. Угол обзора 142 °.

## Плёнка типа 105
- Folding Pocket Kodak — Складная камера. Производилась в 1897/1898 годах. Продавалась по $ 10. Ахроматический объектив Kodak f11. Размер кадра 2¼ × 3¼ дюйма.
- No. 1 Folding Pocket Kodak Model C — Производилась в 1905 году по патенту 1902 года. Ахроматический объектив Kodak f/11. 3 выдержки, 3 диафрагмы. Корпус алюминиевый или из другого металла.
- No. 1 Panoram — Панорамный фотоаппарат. Размер кадра 2¼ × 7. Производился с 1900 года по 1926 год. Угол обзора 112 °.

## Плёнка типа 110
Серия миниатюрных камер.
- Fisher-Price 100 Camera
- Kodak Cross

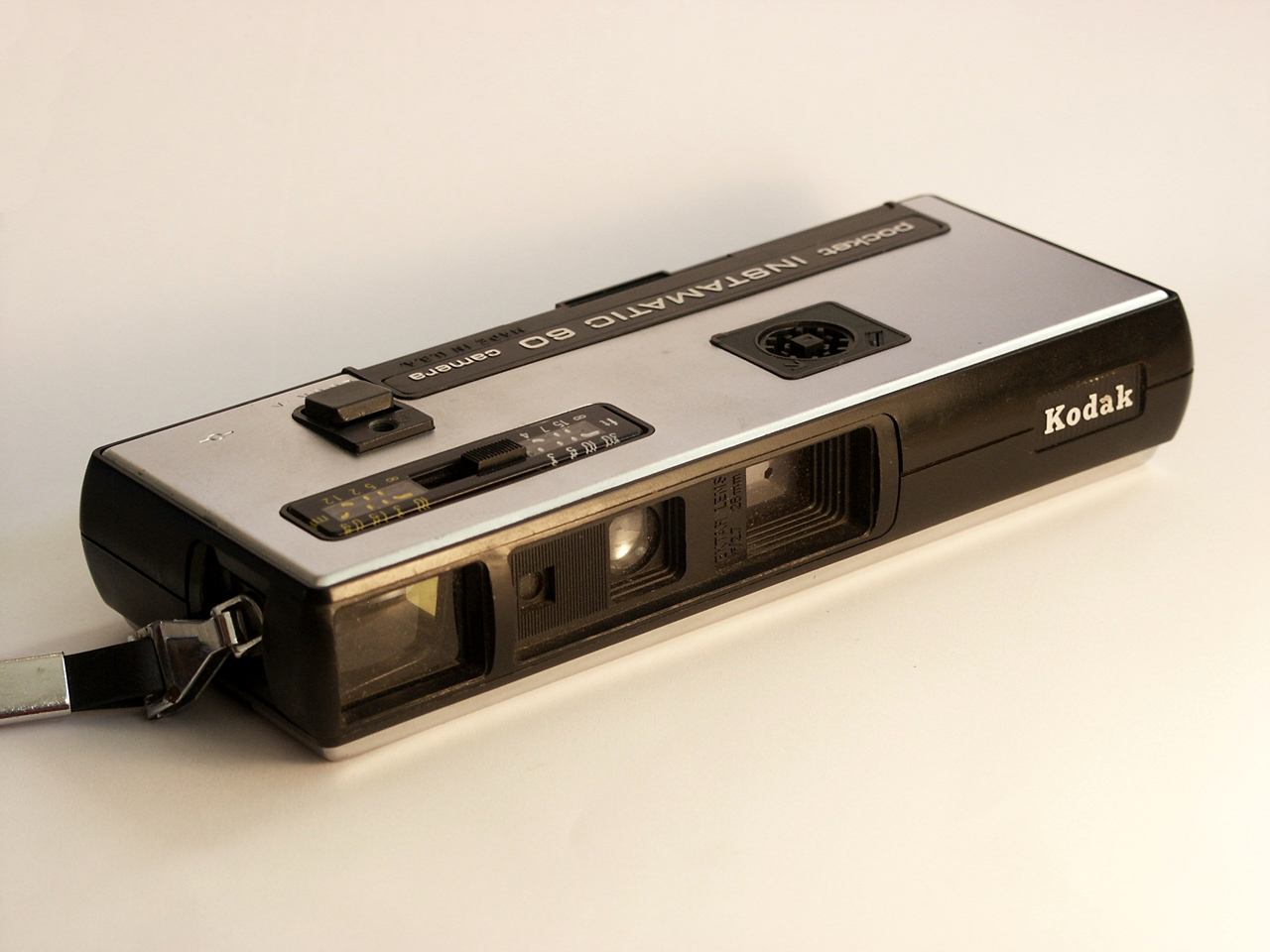
Kodak Pocket Instamatic 60.

- Kodak Ektra 1 — Производилась с 1978 года по 1984 год. Фиксированный фокус.
- Kodak Ektra 12
- Kodak Ektra 12EF
- Kodak Ektra 20
- Kodak Ektra 22
- Kodak Ektra 52
- Kodak Ektra 90
- Kodak Ektra 100
- Kodak Ektra 22-EF
- Kodak Ektralite 10
- Kodak Ektralite 500
- Kodak Gimini
- Kodak Outdoor 110
- Kodak Pazzazz
- Pocket Instamatic 10
- Pocket Instamatic 40
- Pocket Instamatic 60
- Kodak Sport
- Kodak Stylelite pocket
- Kodak Tele-Ektra 1
- Kodak Tele-Ektra 2
- Kodak Tele-Ektra 32
- Kodak Tele-Ektra 300
- Kodak Tele-Ektra 350
- Kodak Tele-Ektralite 20
- Kodak Winner Pocket Camera
- Mickey-Matic Camera
- Pocket Instamatic 20
- Pocket Instamatic 30
- Pocket Instamatic 50
- Star 110 Camera

## Плёнка типа 116

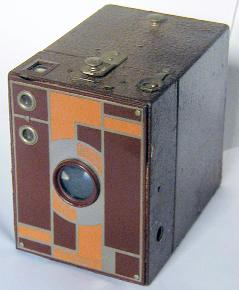
Beau Brownie

- No. 1A Speed Kodak — Производился с 1909 года по 1913 год. Размер кадра 2½ × 4¼ дюйма. Со складным мехом. Выпускался с различными объективами, в том числе Carl Zeiss. Версия с объективом Kodak-Zeiss продавалась по $ 60.
- No. 1A Pocket Kodak — Производился с 1926 года по 1932 год. Размер кадра 2½ × 4¼ дюйма. Со складным мехом.
- Kodak No. 1A Folding JR. (Autographic Junior) — Производился с 1914 года по 1927 год. Со складным мехом. Размер кадра 6,5 × 11 см. Объектив Kodak Anastigmat f/7.7-f/45. 5 режимов экспозиции.
- Kodak No. 2A Folding Autographic Brownie — Производился с 1915 года по 1926 год. Производился в США и Канаде компанией Canadian Kodak Co. Ltd. Со складным мехом. Размер кадра 2½ × 4¼ дюйма. Объектив Kodar 122 мм f/7,9. Диафрагма в поздних версиях f/7,9-f/22. Выпускался с двумя типами затворов.
- Kodak No. 2A Folding Pocket Brownie — Производился с 1910 года. Со складным мехом.
- Cartridge Hawk-Eye 2A — Производился с 1924 года по 1925 год. Коробочного типа.
- No. 2A Beau Brownie — Коробочного типа.
- No. 2A Brownie camera — Коробочного типа.
- No. 2A Brownie Special — Коробочного типа.

## Плёнка типа 118
- No. 3 Folding Pocket Kodak Model F — Производился с 1909 года по 1914 год. Со складным мехом. Размер кадра 3¼ × 4¼ дюйма. Объектив Rapid Rectilinear.

## Плёнка типа 120
- Kodak Brownie boy scout
- Kodak Beau Brownie No.2
- No. 2 Brownie camera
- Portrait Brownie No.2
- No. 2 Brownie Junior uk model
- No. 2 Brownie Special
- No. 2 Brownie Special Century

### Складные
- Kodak No. 120

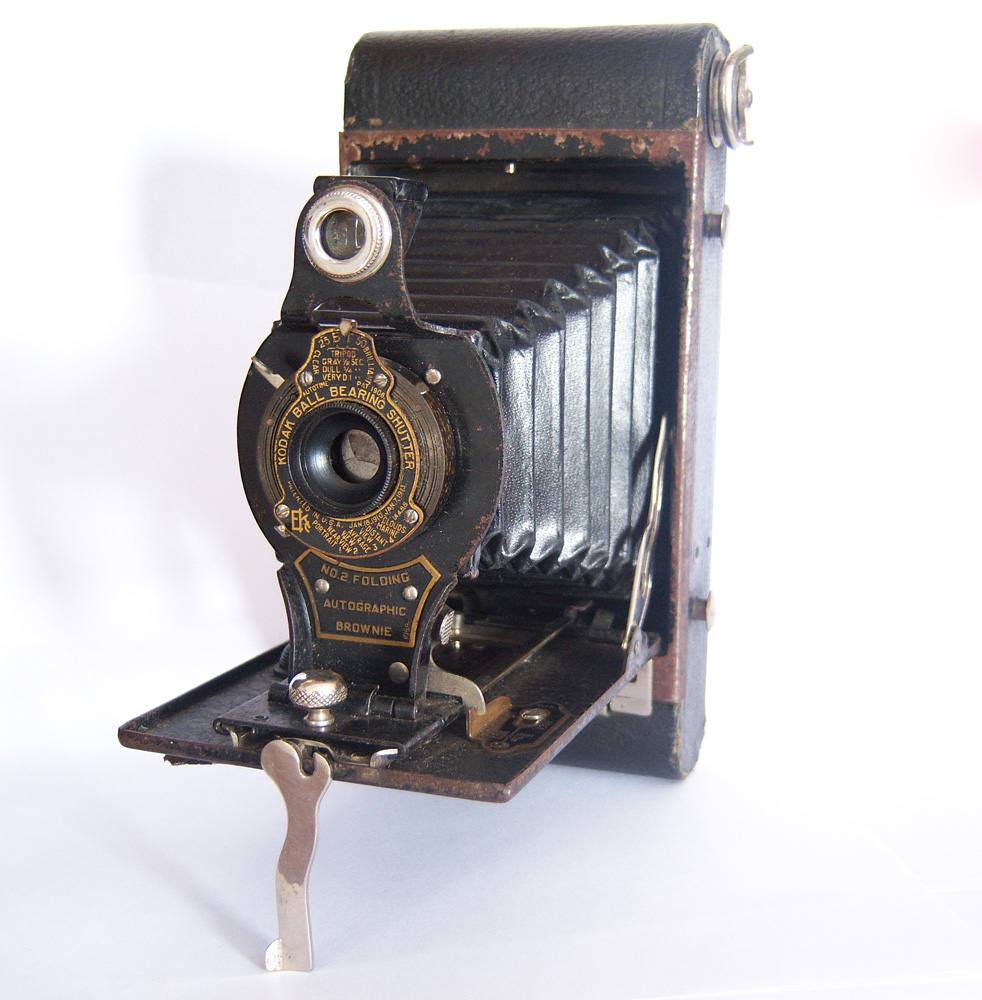
Kodak No. 2 Folding Autographic Brownie

- Kodak No. 2 Folding Autographic Brownie — выпускался с 1915 года.
- Kodak No. 2 Hawkette — выпускался с 1930 года. Размер кадра 6×9 см. Пластиковый корпус из бакелита, отделка с элементами арт-деко.
- Pocket Kodak No. 1 — Размер кадра 6×9 см.
- Pocket Kodak No. 1a — Размер кадра 6×9 см.
- Pocket Kodak No. 2c — Размер кадра 6×9 см.
- Pocket Kodak No. 3a — Размер кадра 6×9 см.
- Pocket Kodak Junior No. 1 — Размер кадра 6×9 см.
- Pocket Kodak Junior No. 1a — Размер кадра 6×9 см.
- Pocket Kodak No. 1 series II — выпускался с 1922 года по 1930 год. Размер кадра 6×9 см. 3 диафрагмы, 7 режимов экспозиции.
- Pocket Kodak No. 1a series II — Размер кадра 6×9 см.
- Pocket Kodak Special No. 1 — Размер кадра 6×9 см.
- Pocket Kodak Special No. 1a — Размер кадра 6×9 см.
- Pocket Kodak Special No. 2c — Размер кадра 6×9 см.
- Pocket Kodak Special No. 3 — Размер кадра 6×9 см.

### Бокс-камеры
- No. 2 Beau Brownie — Выпускался с октября 1930 года до 1933 года. Две выдержки, три диафрагмы. Металлический корпус, кожезаменитель. На передней панели цветные пластиковые вставки с орнаментом в стиле арт-деко.
- Brownie Junior 120
- 50th Anniversary 1880 to 1930 — Детский вариант Hawk-eye No. 2. Выпускался в 1930 году к 50-летию компании. Произведено около 550 тысяч экземпляров.
- Hawk-eye No. 2 — Изначально выпускался компанией Boston Camera Co. В 1890 году Boston Camera Co была поглощена компанией Blair Camera Co. В 1899 году Blair Camera была поглощена Kodak. Размер кадра 6×9 см. Одна выдержка (около 1/30), две диафрагмы.

## Плёнка типа 122
- No. 3A Folding Pocket Kodak — Производился с 1903 года по 1915 год. Размер кадра 3¼ × 5½ дюйма. Со складным мехом. Поздние дорогие версии выпускались с затвором Compound и объективом Zeiss Kodak Anastigmat. Разные вариации камеры выпускались до 1943 года.
- No. 3A Autographic Kodak Junior — Уменьшенная версия No. 3A. Со складным мехом. Размер кадра 3¼ × 5½ дюйма. Затвор Ball Bearing Shutter No. 2 с 4 экспозициями. Объектив f/7.7 Kodak Anastigmat или Rapid Rectilinear. Продавалась по цене от $ 17,50.
- No. 3A Autographic Kodak — Производилась с 1914 года. Со складным мехом. Затвор Ball Bearing Shutter с 5 экспозициями. Диафрагмы объектива от 7,7 до 45. Фотограф мог делать пометки на негативе через специальное окошечко. Технологию Autographic компания Kodak приобрела в 1914 году.
- No. 3A Autographic Kodak Special — Производилась с 1916 года. Первая дальномерная камера Kodak.
- No. 3A Panoram — Производилась с 1926 года по 1928 год. Панорамный фотоаппарат. Размер кадра 3¼ × 10 3/8 дюйма. Угол обзора 120 градусов.

## Плёнка типа 123
- No. 4 Folding Pocket Kodak Model B — Производилась с 1907 года по 1915 год. Складной мех. Размер кадра 4×5 дюймов. Объектив Rapid Rectilinear, затвор Kodak Automatic.
- No. 4 Screen Focus Kodak — Начало XX века. Складной мех. Размер кадра 4×5 дюймов. Съёмный задник для плёнки. Два способа фокусировки. Продавалась как очень дорогая камера.

## Плёнка типа 124
- Kodak No. 3A Folding Brownie Model A — Производилась с 1909 года. Складной мех. Размер кадра 3¼ × 5½ дюймов.

## Плёнка типа 126

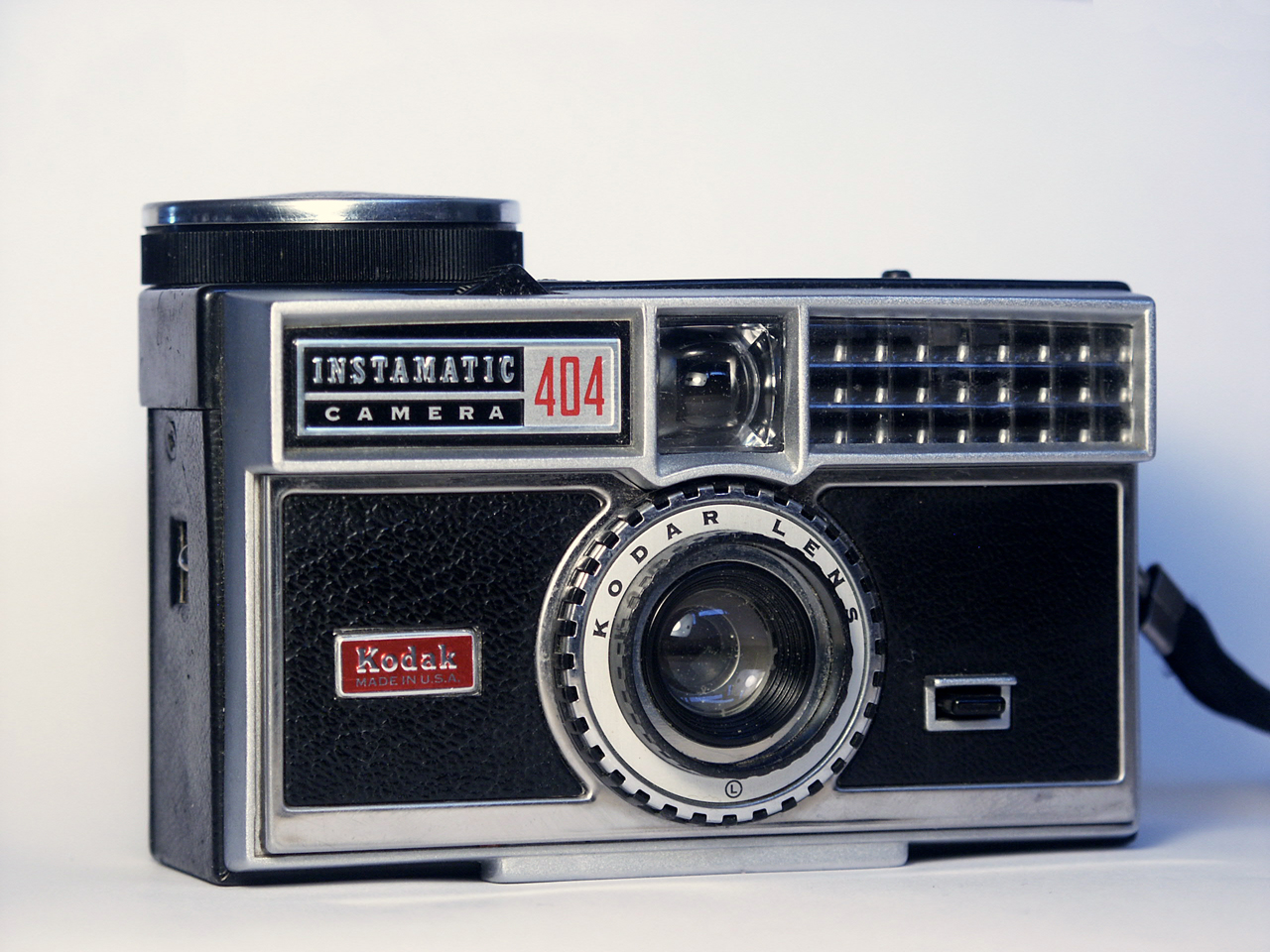
Kodak Instamatic 404.

Самая успешная серия фотоаппаратов Kodak. В 1960-е и 1970-е продано около 60 миллионов фотоаппаратов Instamatic.
- Instamatic 44 — Производилась с 1969 года по 1973 год в США и Канаде. Размер кадра 26×26 мм. Пластиковая линза объектива. Одна выдержка — 1/50. Продавалась по $ 9,95.
- Instamatic 50 — Производилась с 1963 года в США и Великобритании. Объектив с фиксированным фокусным расстоянием 43 мм. Два режима экспозиции: 1/40 и 1/90.
- Instamatic 100
- Instamatic 104 — Производилась с 1965 года. Объектив с фиксированным фокусным расстоянием 43 мм. Два режима экспозиции: 1/40 и 1/90. Встроенная вспышка. Продавалась по $ 15,95.
- Instamatic 124
- Instamatic 134
- Instamatic 204
- Instamatic 304 — Производилась с 1965 года. Встроенный селеновый экспонометр. Режим приоритета диафрагмы. Встроенная вспышка. Две батарейки ААА. Один из самых сложных фотоаппаратов серии Instamatic.
- Instamatic 404
- Instamatic 700
- Instamatic 814
- Hawkeye Instamatic R4
- Instamatic S-10 — Производилась с 1967 года. Объектив с фиксированным фокусным расстоянием 35 мм f/9.5. Два режима экспозиции: 1/40 и 1/125.
- Instamatic X-15F — Производилась с 1976 года по 1988 год в США и Канаде. Объектив с фиксированным фокусным расстоянием 43 мм. Два режима экспозиции: 1/45 и 1/90.
- Instamatic X-30 — Производилась с августа 1971 года по январь 1974 года в США. Объектив с фиксированным фокусным расстоянием 43 мм. Электронная экспозиция от 1/10 до 1/125.
- Instamatic X-35F
- Instamatic X-45 — Производилась с июля 1970 года в США. Встроенный сернисто-кадмиевый (CdS) экспонометр.

## Дисковая фотоплёнка
- Kodak disc 3000
- Kodak disc 3100
- Kodak disc 3500
- Kodak disc 3600
- Kodak disc 4000 — 1982 год. Компактная камера с фиксированным фокусным расстоянием 12,5 мм, 1:2.8.
- Kodak disc 4100
- Kodak disc 6100

## Плёнка типа 127
- Kodak Baby Brownie

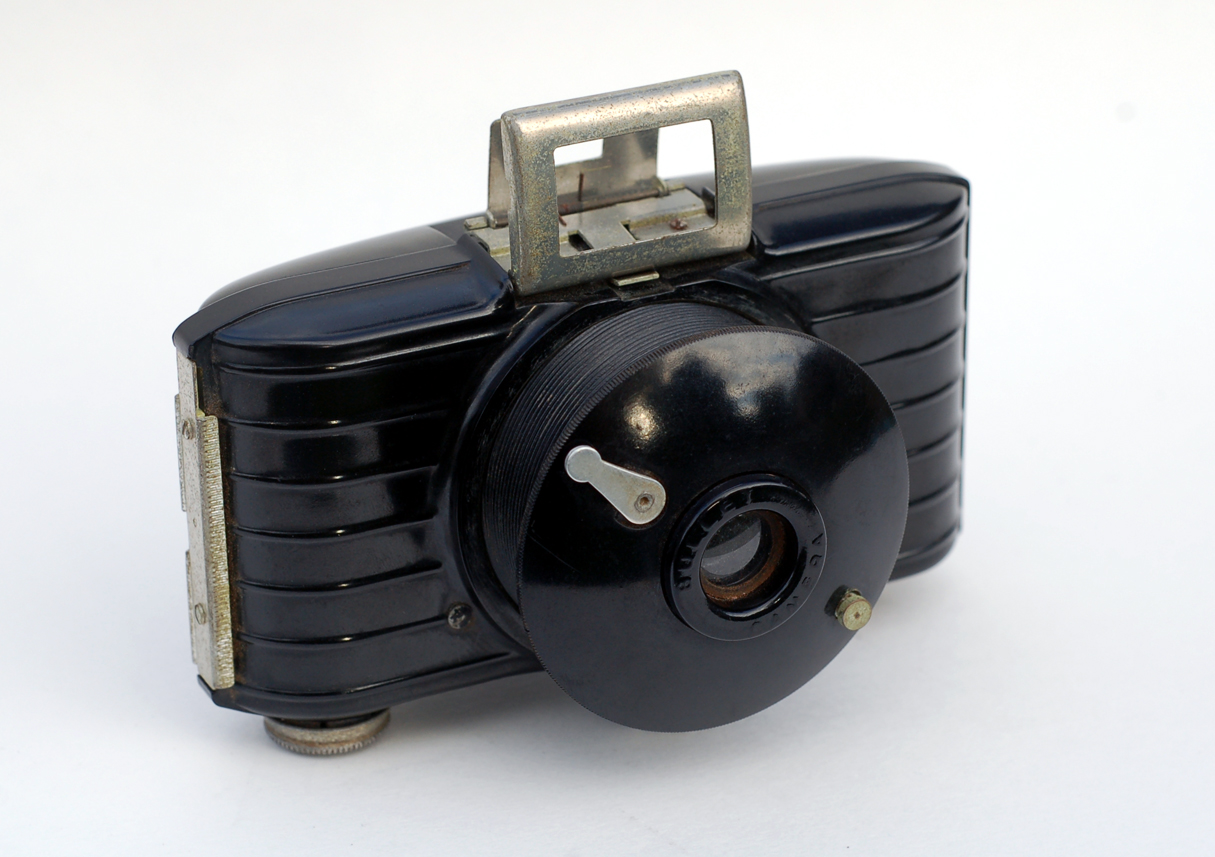
Kodak Bullet 1936 года

- Kodak Baby Brownie Special — Производилась с 1938 года по 1954 год. Коробочного типа. Размер кадра 1 5/8 × 2½ дюйма (примерно 4×6,5 см.). От Baby Brownie отличалась оптическим дальномером.
- Kodak Boy Scout
- Kodak Brownie 127 — Производилась в Великобритании компанией Kodak Ltd. Популярная дальномерная камера в пластиковом корпусе. С 1952 года по 1954 год было продано более миллиона экземпляров. В США продавалась под названием Brownie Starlet. Выпускалась в трёх версиях до 1967 года. Размер кадра 6×4 см, у третьей версии 4×4 см.
- Kodak Brownie Fiesta — Производилась с 1962 года по 1970 год. Производила компания Kodak Buenos Aires, Аргентина. Дальномерный фотоаппарат. Размер кадра 4×4 см.
- Kodak Brownie Holiday (Kodak Brownie Bullet) — Производилась с 1953 года по 1962 год. Дальномерный фотоаппарат в пластиковом корпусе. Производился в США и Канаде.
- Brownie Reflex — Производилась с мая 1940 года по август 1942 года. Двухобъективный фотоаппарат. Пластиковый корпус. Версия Kodak Brownie Reflex Synchro имела встроенную вспышку. Reflex Synchro производилась с сентября 1941 года по май 1952 года в США, с 1946 года по 1960 год в Великобритании. Размер кадра 4×4 см. Продавался по $ 5,25.
- Kodak Brownie Starflex — Производилась с 1957 года. Двухобъективный фотоаппарат. Пластиковый корпус. Размер кадра 4×4 см. Продавался по $ 10.
- Brownie Starlet
- Kodak Brownie Starluxe — Производилась с 1961 года. Дальномерный фотоаппарат в пластиковом корпусе. Встроенная фотовспышка.
- Kodak Brownie Starmite & Starmite II — Производилась с 1960 года по 1967 год. Дальномерный фотоаппарат в пластиковом корпусе. Встроенная фотовспышка.
- Kodak Brownie Super 27 — Производилась с августа 1961 года по июнь 1965 года. Размер кадра 4×4 см. Дальномерный фотоаппарат в пластиковом корпусе.
- Kodak Bullet — Производилась с 1936 года. Размер кадра 4×6½ см. Пластиковый корпус из бакелита в стиле арт-деко.
- Vest Pocket Kodak — Серия производилась с 1912 года по 1926 год. Со складным мехом.
- Vest Pocket Autographic — Из серии Vest Pocket Kodak. Рекламировалась, как солдатская камера. Производилась с 1915 года по 1926 год. Продано 1 млн 750 тысяч экземпляров.
- Kodak Vollenda 48 — Производилась германской компанией Nagel, которая позднее стала Kodak AG. Производилась с 1929 года. Размер кадра 3×4 см. Объективы Schneider, Carl Zeiss Jena, Leitz.

## Плёнка типа 616
- Junior Six-16 — Производился в Германии с 1935 года по 1937 год. Производился в Великобритании с 1933 года по 1940 год. Производился в США с 1935 года по 1937 год. Размер кадра 2½ × 4¼ дюйма. 6 кадров на плёнку. Складной мех. Объектив Kodak Anastigmat 1:7,7 f=12 см. В Великобритании устанавливали объективы Twindar.
- Brownie Junior
- Target Brownie Six-16
- Brownie Target Six-16 — Коробочного типа.
- Brownie Special six-16 — Производился в США с 1938 года по 1942 год. Коробочного типа. Выпускался в увеличенной версии для плёнки типа 620 под названием Kodak Six-20 Brownie Special.

## Плёнка типа 620
- Kodak Box 620
- Kodak Box 620 model B

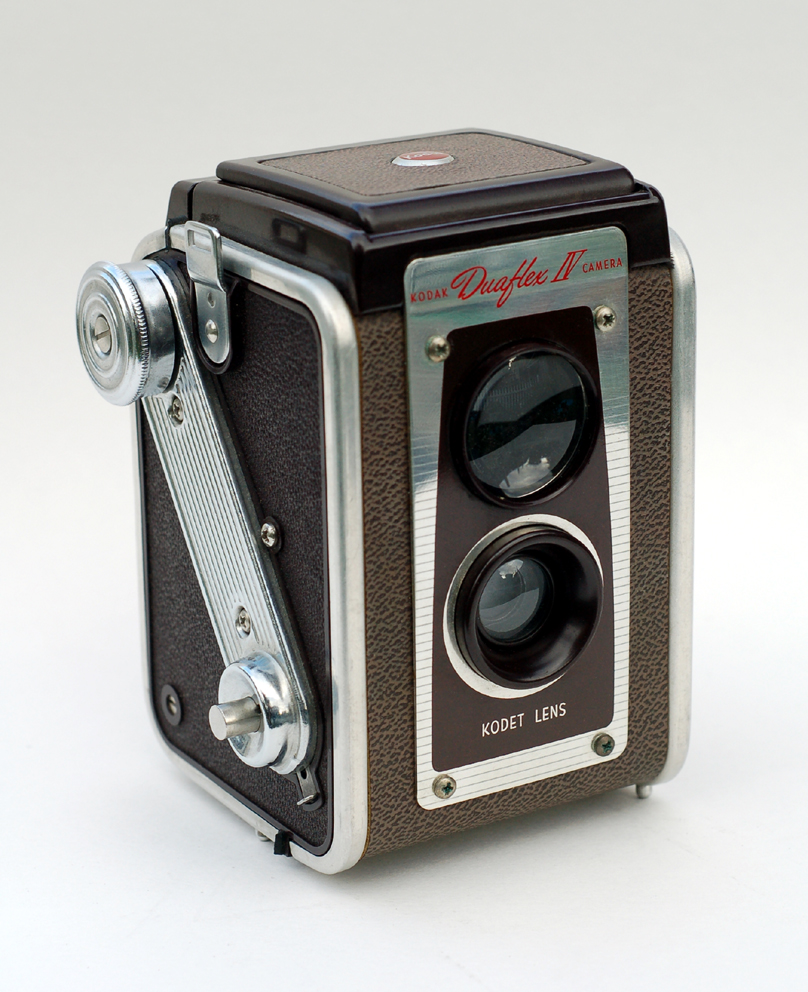
Kodak Duaflex IV.

- Brownie 620 — Производилась в Германии
- Kodak Brownie Six-20 — Производилась в Великобритании с 1937 года по 1940 и с 1948 года по 1954 год. Складной мех. Размер кадра 6×9 см.
- Kodak Brownie Bull’s-Eye — Производилась с 1954 года по 1960 год. Коробочного типа. Пластиковый корпус. Объектив Kodak Twindar. 8 кадров на плёнку. Размер кадра 6×9 см.
- Brownie Flash B Camera
- Brownie Flash II Camera
- Brownie Flash III Camera
- Brownie Flash IV Camera
- Kodak Brownie Hawkeye — Производился в США и Франции с мая 1949 года по ноябрь 1951 года и с сентября 1950 года по июль 1961 года в версии с фотовспышкой. Коробочного типа. Пластиковый корпус чёрного цвета. Размер кадра 6х6 см.
- Kodak Junior I
- Brownie Junior 620
- Brownie Model I Camera
- Brownie Target Six-20
- Brownie Twin 20 — Производился в США и Великобритании с апреля 1959 года по сентябрь 1964 года. Размер кадра 6×6 см. 12 кадров на плёнку. Сдвоенный дальномер. Коробочного типа.
- Kodak Chevron
- Kodak Duex — Производился в США и Канаде с 1940 года по 1942 года. Дальномерный фотоаппарат. Два режима экспозиции. Продавался по $ 5,75.
- Kodak Duaflex I/II/II/IV — Производился в США (декабрь 1947 года — сентябрь 1950 года) и Великобритании (1949—1955). Версия IV снята с производства в марте 1960 года. Двухобъективный фотоаппарат.
- Kodak Hawkeye
- Jiffy Kodak Series II
- Jiffy Kodak Six-20
- Kodak Medalist, Medalist II
- Popular Brownie
- Popular Portrait Brownie
- Kodak Reflex II — Двухобъективный фотоаппарат.
- Kodak Six-20 Brownie — Производился в США с марта 1933 года по апрель 1941 года. Коробочного типа. Размер кадра 6×9 см. Два режима наводки на резкость: 5 — 10 футов и от 10 футов до бесконечности.
- Kodak Six-20 Brownie — Производился в Великобритании с 1934 года по 1941 года. От американской версии отличался орнаментом на передней крышке.
- Six-20 'Brownie' C, D, E, F
- Six-20 Boy Scout Brownie
- Six-20 Brownie Junior

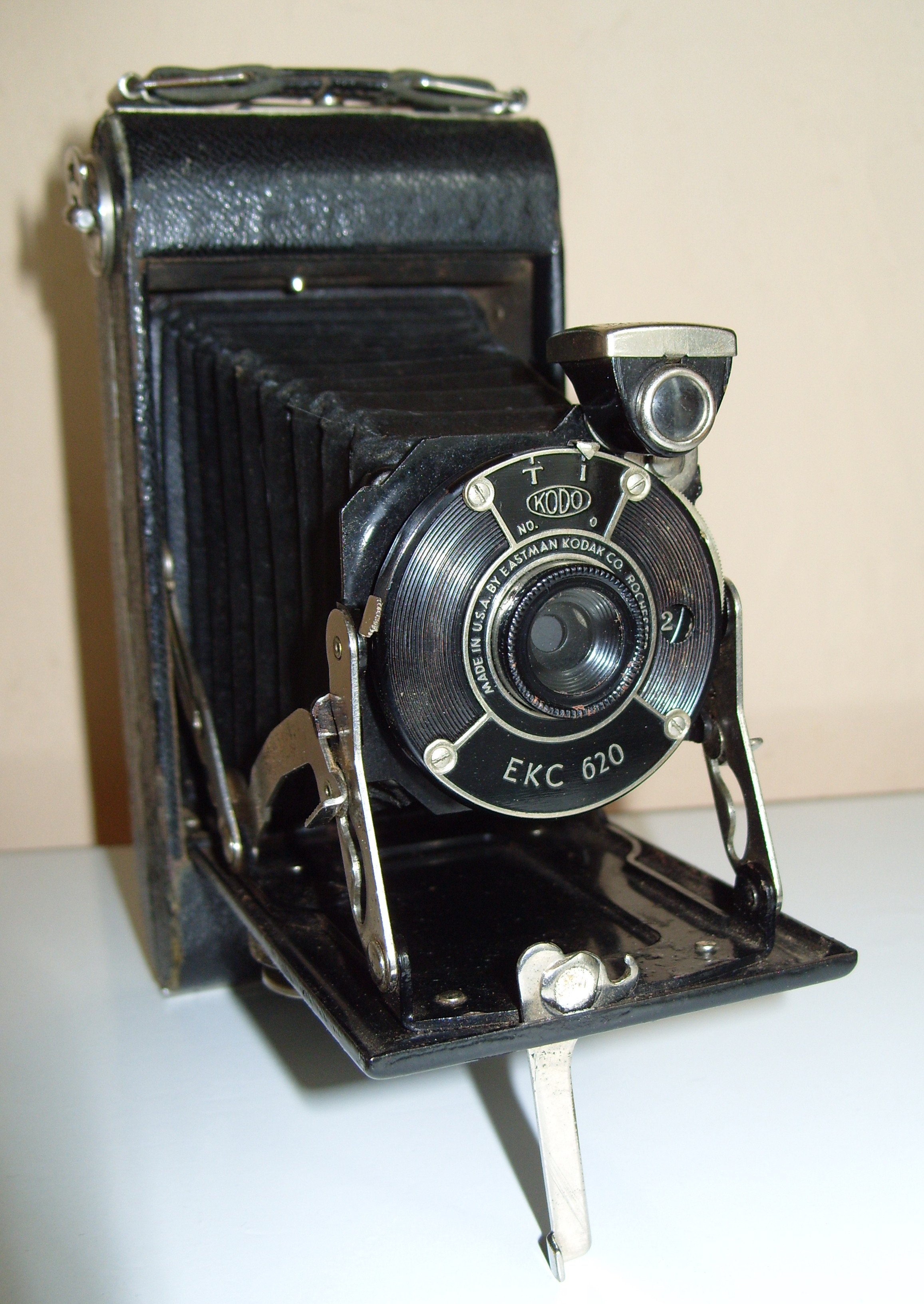

- Six-20 Brownie Junior portrait model
- Six-20 Brownie Junior super model
- Kodak Six-20 Brownie Junior — Производился в 1934 году.
- Six-20 Brownie Minor
- Six-20 Brownie Senior
- Six-20 Brownie Target
- Six-20 Brownie (UK model)
- Six-20 Brownie model 4
- Six-20 Brownie model B
- Six-20 Brownie portrait model
- Kodak Six-20 Brownie Special — Производился в США с сентября 1938 года по октябрь 1942 года. Коробочного типа. Металлический корпус трапециевидной формы. Размер кадра 6×9 см, портретная ориентация. Два режима наводки на резкость: 5 — 10 футов и от 10 футов до бесконечности. Начальная цена $ 4,00.
- Six-20 Bull’s Eye
- Kodak Six-20 Flash Brownie — Версия Kodak Six-20 Brownie Special с синхронизированной вспышкой. Начала продаваться в декабре 1940 года по $ 4,25. В 1946 году название изменили на Brownie Flash Six-20 цена выросла до $ 5,90.
- KODO EKC 620 (made in USA)
- Six-20 Kodak Junior
- Six-20 Popular Brownie
- Six-20 Portrait Brownie
- Kodak Super Six-20 — Производился в США с августа 1938 года по август 1944 года. Первый фотоаппарат Kodak с автоматической экспозицией. Селеновый экспонометр. Складной мех. Размер кадра 6×9 см. Сдвоенный дальномер. Продавался по $ 225 (дороже Leica). Произведено около 700 экземпляров.
- Target Brownie Six-20
- Kodak Vigilant Junior Six-20, Six-16 — Производился с 1940 года по 1948 год. Складной мех. Размер кадра 6×9 см.
- Kodak Vigilant Six-20, Six-16 — Производился с 1939 года по 1949 год. Складной мех. Объективы Kodak Anastigmat. Продавался по $38.
- Kodak Regent, Regent II
- Kodak Special Six-20
- Kodak Senior Six-20
- Kodak Tourist, Tourist II — Производился с 1951 года до 1958 года. Складной мех. Встроенный дальномер. Через адаптер мог работать с 4 размерами кадра. Алюминиевый корпус. Продавался по $ 95. В Великобритании выпускался под названием Kodak Sterling II and Juniors (Tourist), во Франции Kodak Modèle B 11 (Tourist II).
- Kodak Monitor Six-20, Six-16
- Kodak Vollenda 620

## Плёнка типа 828

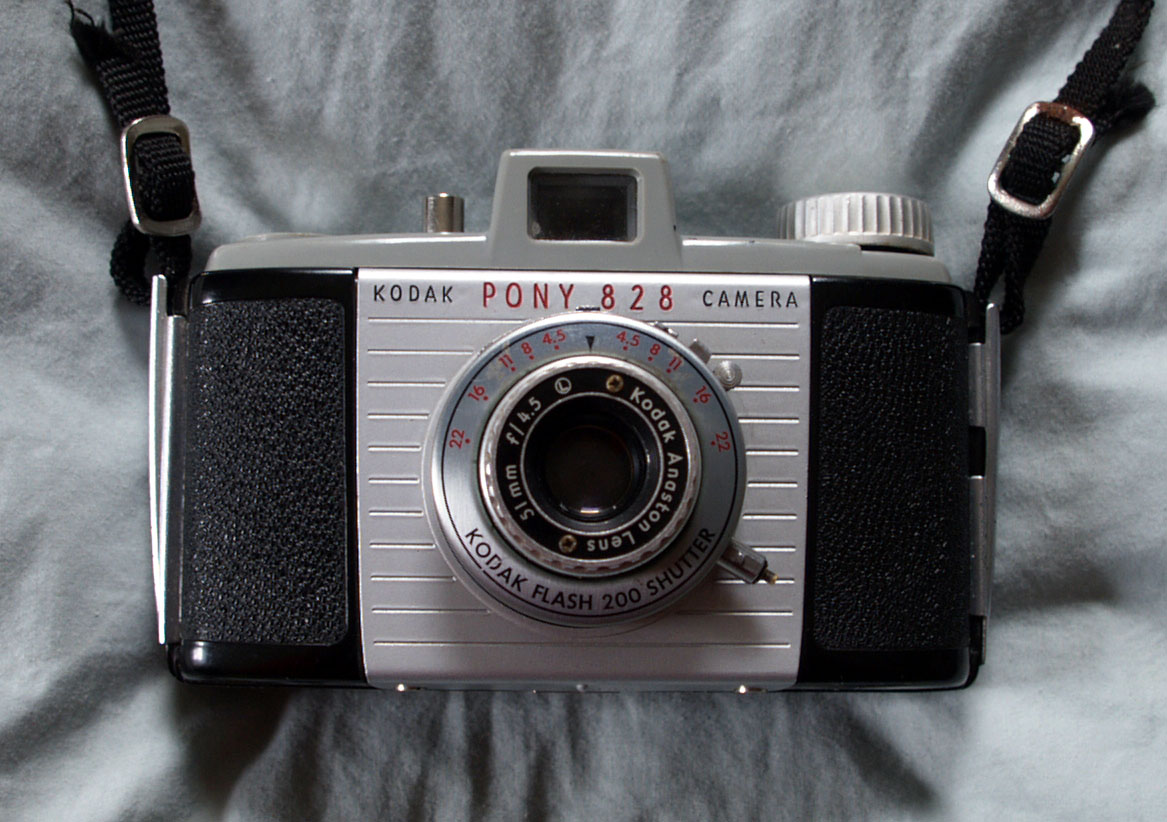
Kodak Pony 828.

- Kodak Bantam, Kodak Flash Bantam — Производился с 1935 года до 1950-х. Размер кадра 28×40 мм. Складной фотоаппарат. Flash Bantam производился с 1947 года.
- Kodak Bantam F/8
- Kodak Bantam RF — Производился с 1953 года. Серия Bantam с встроенным дальномером. Объектив Kodak Ektanon 50 мм f/3.9.
- Kodak Pony 828/135 — Производился для плёнки типа 828 (1949—1959 год) и 135 (1950—1954 год). Объектив Kodak Anaston 51 мм f/4.5 — f/22. Во Франции производился с объективами Angenieux. Продавался по $30.

## Большой формати для фотопластинок

### Большой формат
- Kodak Master View Camera 4×5
- Kodak Master View Camera 8×10
- Eastman View Camera No. 2-D (5×7) — Производилась с 1921 года по 1950 год. Объектив Petzval. Выпускались с размером кадра 5 × 7 дюймов. , 6½ × 8½ дюйма , 8 × 10 дюйма и 7 × 11 дюймов.
- Eastman View Camera No. 2-D (8×10) — Производилась с 1921 года по 1950 год. Объектив Petzval. Выпускались с размером кадра 5 × 7 дюймов. , 6½ × 8½ дюйма , 8 × 10 дюйма и 7 × 11 дюймов

### Для фотопластинок
- Film Premo No.1 (3¼ × 4¼) — Запатентована в 1903 году. Производилась с 1906 года. Объективы компании Rochester Optical Co. Компания Rochester Optical была поглощена Kodak в 1903 году.
- 3A Film Plate Special Premo (3¼ × 5½)